# Джейкоб Кольєр
Джейкоб Кольєр (англ. Jacob Collier; нар. 2 серпня 1994, Лондон) — англійський співак, аранжувальник, композитор, продюсер і мультиінструменталіст. 2012 року його відео кавери популярних пісень, таких як «don't You Worry 'bout a Thing» Стіві Вандера стали вірусними на платформі YouTube.
Джейкоб комбінує стилі джазу, а капели, груву, фолку, електронної, госпел, соул музики та імпровізації, й іноді включає в свої твори інтенсивне використання регармонізації.
У 2016 році Кольєр випустив свій дебютний альбом «In My Room», який був повністю записаний, виконаний і спродюсований в невеликій кімнаті будинку його батьків у Лондоні, район Фінчлі. 2017 року він був нагороджений двома преміями Греммі за його твори «Flintstones» і «You And I» з альбому.
У 2018 році Джейкоб почав роботу над чотирьохтомним альбомом «Djesse», в який увійшло 50 творів, більше двох десятків виконавців та ансамблів. Перший альбом, «Djesse Vol. 1», вийшов у грудні 2018 року, а другий, «Djesse Vol. 2», — в липні 2019 року. Станом на грудень 2019 року, робота над першою частиною проєкту принесла Джейкобу ще дві номінації на Греммі — за твори «All Night Long» (Djesse Vol. 1) і «Moon River» (Djesse Vol. 2). Третя частина альбому, «Djesse Vol. 3», яку Кольєр описує як «Засновану на електронному звучанні», вийшла 14 серпня 2020 року.

## Життя і кар'єра
Кольєр виріс в північному Лондоні, виховувався головним чином, матір'ю-одиначкою з двома молодшими сестрами. Навчався в середній школі округу Мілл-Гілл, а також у школі музикантів імені Перселла в Гартфордширі. Кольєр вивчав джазове фортепіано в Королівській академії музики в Лондоні. Його мати, Сьюзен Кольєр — скрипаль, диригент і професор в Дитячій академії Королівської академії музики. Дідусь Кольєра по материнській лінії, Дерек Кольєр, був скрипалем, який також викладав в Королівській академії музики і виступав з оркестрами в усьому світі.
У 10-річному віці Джейкоб виступав у ролі співака для таких класичних творів як «Чарівна флейта» Моцарта і «The Turn of the Screw» Бенджаміна Бріттена, останній з яких сильно вплинув на його розуміння і використання гармонії. 2008 року, коли Кольєр навчався у восьмому класі, він отримав золоту медаль ABRSM за найвищу оцінку по співу в країні.
Кольєр — самоучка. Він почав завантажувати свої мультиінструментальні музичні виконання на YouTube в 2011 році, зокрема «Pure Imagination» з фільму «Віллі Вонка і шоколадна фабрика» та «Don't You Worry 'bout a Thing» Стіві Вандера. Його відео привернули увагу Квінсі Джонса, який вирушив з Джейкобом на Джазовий фестиваль у Монтре, де вони і Гербі Генкок познайомилися.

### 2014—2015: Квінсі Джонс, MIT, і живі виступи
У 2014—2015 роках, Бен Блумберг, студент Массачусетського технологічного інституту, запропонував Джейкобу розробити для нього апаратуру і програмне забезпечення для живих виступів. Через кілька місяців, розробка була завершена, і вже в 2015 році, Кольєр почав свій тур по Європі й США. Дебют шоу відбувся в джаз-клубі Ронні Скотта в Лондоні.

## Дискографія

### Студійні альбоми
| Назва                                             | Деталі                                                                           | Вищі позиції в чартах | Вищі позиції в чартах | Вищі позиції в чартах | Вищі позиції в чартах | Вищі позиції в чартах | Вищі позиції в чартах | Вищі позиції в чартах          |
| Назва                                             | Деталі                                                                           | US Heat.              | US Indie              | US Contemporary Jazz  | US Jazz               | US Classical          | US Classical Cross.   | US<br id="mwqg"><br>Folk Sales |
| ------------------------------------------------- | -------------------------------------------------------------------------------- | --------------------- | --------------------- | --------------------- | --------------------- | --------------------- | --------------------- | ------------------------------ |
| In My Room                                        | - Вихід: 1 липня 2016 - Лейбл: Membran - Формати: CD, LP, ЦД                     | 10                    | 50                    | 1                     | 3                     | —                     | —                     | —                              |
| Djesse Vol. 1 (з Metropole Orkest і Джулис Бакли) | - Вихід: 7 грудня 2018 - Лейбл: Hajanga Records, Geffen, Decca - Формати: CD, ЦД | 14                    | —                     | 1                     | 6                     | 6                     | 6                     | —                              |
| Djesse Vol. 2                                     | - Вихід: 19 липня 2019 - Лейбл: Hajanga Records, Geffen, Decca - Формати: CD, ЦД | —                     | —                     | —                     | —                     | —                     | —                     | 18                             |
| Djesse Vol. 3                                     | - Вихід: 14 серпня 2020 - Лейбл: Hajanga Records, Decca - Формати: CD, LP, ЦД    | —                     | —                     | —                     | —                     | —                     | —                     | —                              |

### Сингли
| Сингл                           | Дата            | Автор                                | Виконаний з   | Джерело              |
| ------------------------------- | --------------- | ------------------------------------ | ------------- | -------------------- |
| «Don't You Worry 'Bout a Thing» | 13 жовтня 2013  | Стіві Вандер                         |               | [ 17 ] [ 18 ] [ 19 ] |
| «Fascinating Rhythm»            | 13 серпня 2014  | Джордж Гершвін, Айра Гершвін (слова) |               | [ 20 ]               |
| «Close to You»                  | 16 грудня 2014  | Берт Бакарак, Хел Девіс              |               | [ 21 ]               |
| «One Day»                       | 14 лютого 2015  | Джейкоб Кольєр, Ніккі Янофськи       | Ніккі Янофски | [ 22 ]               |
| «Jerusalem»                     | 22 вересня 2015 | Г'юберт Перрі, Вільям Блейк          |               | [ 23 ] [ 24 ] [ 25 ] |
| «In the Bleak Midwinter»        | 14 грудня 2016  | Гарольд Дарк, Крістіна Россетті      |               | [ 26 ] [ 27 ]        |
| «Bathtub»                       | 27 жовтня 2017  | Джейкоб Кольєр, Бекка Стівенс        | Becca Stevens | [ 28 ] [ 29 ]        |

## Нагороди та номінації

### Премія Греммі
| Рік  | Робота           | Премія                                      | Результат | Джерело       |
| ---- | ---------------- | ------------------------------------------- | --------- | ------------- |
| 2017 | «You and I»      | Краща аранжування, інструменти або а капела | Перемога  | [ 30 ]        |
| 2017 | «Flintstones»    | Краща аранжування, інструменти і вокал      | Перемога  | [ 30 ]        |
| 2020 | «Moon River»     | Краща аранжування, інструменти або а капела | Перемога  | [ 31 ] [ 32 ] |
| 2020 | «All Night Long» | Краща аранжування, інструменти і вокал      | Перемога  | [ 31 ] [ 32 ] |

### Jazz FM Awards
| Рік  | Робота         | Категорія                | Результат | Джерело |
| ---- | -------------- | ------------------------ | --------- | ------- |
| 2016 | Джейкоб Кольєр | Прорив року              | Номінація | [ 33 ]  |
| 2016 | Джейкоб Кольєр | Цифрова ініціатива року  | Перемога  |         |
| 2019 | Джейкоб Кольєр | PRS For Music Gold Award | Перемога  | [ 34 ]  |
| 2020 | Джейкоб Кольєр | The Digital Award        | Номінація | [ 35 ]  |

### MOBO Awards
| Рік  | Робота         | Категорія     | Результат | Джерело |
| ---- | -------------- | ------------- | --------- | ------- |
| 2016 | Джейкоб Кольєр | Best JAZZ Act | Номінація | [ 36 ]  |